# Josep Grau Casas
Josep Grau i Casas (Barcelona, 8 de setembre de 1888 - 25 de març de 1952) va ser un enginyer i esperantista català. És germà de Jaume Grau i Casas.
Va aprendre la llengua auxiliar internacional esperanto el 1909. Va fundar un grup d'esperanto local, va ser president i secretari dels Jocs Florals Internacionals, aconseguint el principal premi en un d'ells. Va ser un actiu propagandista de la llengua internacional mitjançant articles, conferències i cursos. També va traduir poemes dels principals poetes catalans, com Àngel Guimerà, Jacint Verdaguer i Joan Maragall. De fet, després del seu germà Jaume, Josep Grau Casas és el principal traductor de la Kataluna Antologio. També va ser el redactor de la Kataluna Esperantisto, la revista de la Kataluna Esperantista Federacio, antecedent de l'Associació Catalana d'Esperanto. Internacionalment, va ser membre del Lingva Komitato.
Pel que fa a la seva activitat com a enginyer, a la dècada dels anys 20 va ser un expert en tècniques radiològiques. Va ser director de Siemens AG a Catalunya, així com d'Ildea, una societat de medicina comprada el 1927 per l'empresa alemanya. Va escriure diverses obres d'aquesta temàtica, com Los rayos X y sus principales aplicaciones (1926) o El recent tub Coolidge de raigs catòdics: els seus antecedents (1927).
Josep Grau Casas també va fer algunes traduccions a la llengua catalana. Així, va ser el primer traductor de Rabindranath Tagore al català. Es tractava d'una part de Kabuliwala i per la seva traducció al català l'esperantista barceloní es va basar en la versió en esperanto que n'havia fet Irach Jehangir Sorabji. El text va sortir publicat a la revista Thermis el 1915.